# Cymothoa oestrum
Cymothoa oestrum là một loài chân đều trong họ Cymothoidae. Loài này được Linnaeus miêu tả khoa học năm 1758.